# Jacques Rocca Serra
Pour les articles homonymes, voir Rocca Serra.
Jacques Rocca Serra (né le 20 janvier 1943) est une personnalité politique française, 

## Biographie
Il est sénateur des Bouches-du-Rhône (membre du groupe de l'Union centriste, de l'Union pour la démocratie française et du MoDem) du 24 septembre 1989 au 30 septembre 1998 (non réélu).
Avec Jacques Bernot, il écrit deux ouvrages : Canal Rhin-Rhône : le dossier (édité par Economica, 1997) et Les Sénateurs : élection, mandat, rôle (édité par Gualino, juin 1998).
Il est kinésithérapeute.
Président d'UDF 13 et adjoint au maire de Marseille, attendu pour rejoindre le Nouveau Centre, il a adhéré au MoDem. Toutefois, il rejoint la liste du maire sortant de Marseille Jean-Claude Gaudin face à la liste MoDem.